# Oblast de Sverdlovsk
O oblast de Sverdlovsk (russo:  Свердло́вская о́бласть, tr. Sverdlóvskaia óblast) é uma divisão federal da Federação da Rússia. Tem 4 297 747 habitantes, segundo o censo de 2010 no país. O seu centro administrativo é a cidade de Ecaterimburgo, antigamente chamada Sverdlovsk. Outras grandes cidades são Nijni Tagil, Kamensk-Uralski, Pervouralsk, e Serov.
O primeiro presidente da Rússia enquanto estado formado após a dissolução da União Soviética, Boris Iéltsin, nasceu na aldeia de Butka, neste oblast.